# جیسون داد
جیسون داد (انگلیسی: Jason Dodd؛ زادهٔ ۲ نوامبر ۱۹۷۰) بازیکن فوتبال اهل بریتانیا است.
از باشگاه‌هایی که در آن بازی کرده‌است می‌توان به باشگاه فوتبال بث سیتی، باشگاه فوتبال ایستلی، باشگاه فوتبال ساوت‌همپتون، باشگاه فوتبال پلیموث آرگیل، و باشگاه فوتبال برایتون اند هوو آلبیون اشاره کرد.
وی همچنین در تیم ملی فوتبال زیر ۲۱ سال انگلستان بازی کرده‌است.